# Woskehask
Woskehask – wieś w Armenii, w prowincji Szirak. W 2011 roku liczyła 1864 mieszkańców.